# Корплє
Корплє (словен. Korplje) — поселення в общині Словенська Бистриця, Подравський регіон‎, Словенія.